# 巴格达迪·马哈茂迪

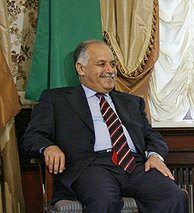
巴格达迪·马哈茂迪

巴格达迪·阿里·马哈茂迪（阿拉伯语：‎；1945年—），利比亚政治家。他在利比亚卡扎菲政权时期担任利比亚名义上的政府首脑——利比亚总人民委员会秘书长，是卡扎菲核心圈人物。2011年利比亚革命期间，在首都的黎波里被攻破的前两天，他在8月22日逃往突尼斯避难，9月21日，被突尼斯政府逮捕并强制遣返回国。他绝食表示抗议。
2015年7月28日，他与卡扎菲次子赛义夫·伊斯兰·卡扎菲，以及前卡扎菲政权情报部门主管阿卜杜拉·塞努西等其他7名高官一起，被指控在利比亚革命期间通过国家机器、安全部的实施谋杀、处决等罪行，审判多次被推迟，截至2014年，还没有做出判决。
2022年1月，巴格达迪·马哈茂迪在2012年被突尼斯引渡后被关押在利比亚，他即将在利比亚机构和国际刑事法院对突尼斯提起诉讼。

## 生平
马哈茂迪来自利比亚西北部的扎维耶区。他接受过医生培训，1992年被任命为利比亚卫生和社会保障部长。1997年，苏莱曼·伽马利接替他担任卫生部长，马哈茂迪改任人民委员会的事务部长。2000年3月至9月，他短暂代理负责服务事务的副总理。马哈茂迪随后担任6个月的人力资源事务部长，之后还兼任过五个月的基础设施、城市规划和环境事务部长。2001年9月，他被任命为负责生产事务的副总理。2004年3月7日，他成为负责利比亚事务的副总理（总人民委员会助理秘书）。2012年，他被突尼斯引渡后被关押在利比亚。2019年7月20日，出狱。2022年1月，他在利比亚机构和国际刑事法院对突尼斯提起诉讼，指控其于2012年的引渡行为非法。